# Pedro Aquino
Pedro Jesús Aquino Sánchez (* 13. April 1995 in Lima) ist ein peruanischer Fußballspieler. Er steht seit Januar 2021 beim Liga-MX-Verein Club América unter Vertrag und ist peruanischer Nationalspieler.

## Karriere

### Verein
Aquino entstammt der Jugend des Vereins Sporting Cristal. Für die Profimannschaft debütierte er in der Primera División am 2. Juni 2013 bei der 0:2-Heimniederlage gegen Club Sportivo Cienciano. Zur Saison 2017/18 wechselte er zum CF Monterrey nach Mexiko, welche ihn sofort in einem Leihgeschäft zum Ligakonkurrenten Lobos de la BUAP schickten. Für die Mannschaft aus Heroica Puebla de Zaragoza kam er in 28 Ligaspielen zum Einsatz. Nach Leihende wechselte er zum Club León. Für die Panzas Verdes bestritt er in zweieinhalb Jahren 50 Ligaspiele, in denen ihm zwei Tore gelangen.
Am 1. Januar 2021 wechselte er zum Ligakonkurrenten Club América.

### Nationalmannschaft
Pedro Aquino war für diverse Jugendauswahlen Perus im Einsatz. Für die A-Nationalmannschaft debütierte er am 1. September 2016, anlässlich der Qualifikation für die Fußball-Weltmeisterschaft 2018 in Russland, bei der 0:2-Niederlage gegen Bolivien. Trotz dieser Niederlage erreichte Peru den 5. Platz und qualifizierte sich letztendlich über die Play-offs für die Endrunde.
Auch bei der Fußball-Weltmeisterschaft 2018 in Russland gehörte Aquino zum peruanischen WM-Kader. Bei der 0:1-Auftaktniederlage gegen Dänemark wurde Aquino in der 87. Minute für Renato Tapia eingewechselt. Im Spiel gegen Frankreich wurde er von Trainer Ricardo Gareca in die Startformation befördert. Das Spiel endete mit einer erneuten 0:1-Niederlage und besiegelte das Aus der Peruaner. Im letzten Gruppenspiel, beim 2:0-Sieg über Australien wurde er in der zweiten Halbzeit für Yoshimar Yotún ins Spiel gebracht.